# Джарак (Нижнегорский район)
Джара́к (укр. Джарак, крымскотат. Caraq, Джаракъ) — исчезнувшее село в Нижнегорском районе Республики Крым, располагавшееся на северо-востоке района, сейчас — примерно центральная часть современного села Емельяновка.

## История
Первое документальное упоминание села встречается в Камеральном Описании Крыма… 1784 года, судя по которому, в последний период Крымского ханства Чирак входил в Кучук Карасовский кадылык Карасъбазарскаго каймаканства. После присоединения Крыма к России (8) 19 апреля 1783 года, (8) 19 февраля 1784 года, именным указом Екатерины II сенату, на территории бывшего Крымского Ханства была образована Таврическая область и деревня была приписана к Левкопольскому, а после ликвидации в 1787 году Левкопольского — к Феодосийскому уезду Таврической области. После Павловских реформ, с 1796 по 1802 год, входила в Акмечетский уезд Новороссийской губернии. По новому административному делению, после создания 8 (20) октября 1802 года Таврической губернии, Джарак был включён в состав Урускоджинской волости Феодосийского уезда.
По Ведомости о числе селении, названиях оных, в них дворов… состоящих в Феодосийском уезде от 14 октября 1805 года , в деревне Джаничи числилось 3 двора и 33 жителя. На военно-топографической карте генерал-майора Мухина 1817 года деревня Ярах обозначена с 6 дворами. После реформы волостного деления 1829 года Нуджалар, согласно «Ведомости о казённых волостях Таврической губернии 1829 года», отнесли к Бурюкской волости (переименованной из Урускоджинской). На карте 1836 года в деревне 15 дворов, а на карте 1842 года Джарак обозначен условным знаком «малая деревня», то есть, менее 5 дворов.
В 1860-х годах, после земской реформы Александра II, деревню приписали к Шейих-Монахской волости. На карте Шуберта1865 года Джарак ещё обозначен примыкающим к деревне Джайтамгалы, а на дополненной и исправленной карте 1876 года — два безымянных хутора. В дальнейшем в доступных источниках не встречается.